# 摂津糸千代丸
摂津 糸千代丸（せっつ いとちよまる、天文22年（1553年） - 永禄8年5月19日（1565年6月17日））は、室町幕府13代将軍・足利義輝の家臣。

## 生涯
三好三人衆によって企てられた永禄の変の際、主君である義輝と共に討たれた。
糸千代丸は幼名であり、13歳で死去したため、元服前であったと考えられている。
父である摂津晴門も政所執事として義輝に仕えていたものの、永禄の変に巻き込まれることはなく、後に15代将軍・足利義昭の政所執事として再度起用されている。ただ、晴門の子は糸千代丸だけであったようで、摂津氏嫡流は糸千代丸で断絶することになった。